# Black Sherif
Black Sherif, pseudonimo di Mohammed Ismail Sherif Kwaku Frimpong (Konongo, 9 gennaio 2002), è un cantante, rapper e modello ghanese.

## Biografia
Nato e cresciuto a Konongo, all'età di 10 anni comincia una vita nomade con alcuni parenti in seguito alla partenza dei genitori per la Grecia.

## Carriera
Si fa notare dal pubblico nel 2021 grazie alla serie di freestyle Sermon, catturando l'attenzione degli artisti nigeriani Wizkid e Burna Boy. Guadagna però maggiore notorietà con il singolo Kwaku the Traveller, che raggiunge la prima posizione nelle classifiche ghanesi e nigeriane di Apple Music. Il 6 ottobre 2022 pubblica il suo primo album in studio, dal titolo The Villain I Never Was, che raggiunge l'ottava posizione nella classifica nigeriana degli album più venduti.
Il 3 aprile 2025 esce il suo secondo album Iron Boy, che ved la presenta le collaborazioni di Fireboy DML e Seyi Vibez.

## Stile musicale
La sua musica unisce produzioni drill a elementi di afrobeat e reggae. I suoi testi sono prevalentemente in twi, la sua lingua madre. Ha citato tra le sue ispirazioni musicali i rapper Kanye West, Travis Scott, Saint Jhn, Dave, Stormzy, J Hus e i cantanti ghanesi Mugeez e Sarkodie.

## Discografia

### Album in studio
- 2022 – The Villain I Never Was
- 2025 – Iron Boy

### EP
- 2023 – Take Care of Yourself Blacko